# Euforb
|  | Per a altres significats, vegeu «Euforb (metge)». |

Segons la mitologia grega, Euforb (en grec antic: Εὔφορβος) va ser un heroi troià. Era fill de Pàntous, un dels ancians de Troia, companys de Príam, que formava part del consell d'ancians de la ciutat.
Euforb va ser el que va causar la primera ferida a Pàtrocle, cosa que va permetre que Hèctor el matés. Va ser mort per Menelau en la lluita pel cadàver de Pàtrocle. El seu escut, botí de guerra de Menelau, es podia veure al temple d'Hera a Argos. El filòsof Pitàgoras creia que ell, en una vida anterior, havia estat l'heroi Euforb.